# Перенесення столиці Бразилії (1960)
Перенесення столиці Бразилії з Ріо-де-Жанейро в Бразиліа — перенесення столиці в Бразилії (друге за рахунком), офіційно відбулося 21 квітня 1960, з Ріо-де-Жанейро в спеціально побудоване для виконання столичних функцій місто Бразиліа. На відміну від попереднього, ініційованого португальською  колоніальною адміністрацією, дане перенесення організоване владою самої республіки — лівоцентристським президентом Жуселіну Кубічеком. Воно значно вплинуло на соціально-економічне життя республіки, переорієнтувавши внутрішні міграційні потоки  та поліпшивши інфраструктуру внутрішніх регіонів країни.
Переносу передували досить пасивна дискусійна фаза (з 1890-х) і активний період підготовки (1955-1960). Після перенесення так званий пілотний план Бразилії регулював розвиток столиці, населення якої виросло зі 140 000 осіб у 1960 до 2 608 000 у 2009. За рівнем ВВП на душу населення Бразиліа займає друге місце в країні (після міста Віторія (Еспіриту-Санту)), але відрізняється високим рівнем злочинності (в середньому 2 вбивства в день). Незважаючи на проекти «місто майбутнього», навколо Бразиліа виросла велика смуга трущоб бідноти (фавели).

## Передісторія

### Колоніальна Бразилія
З часу першого організованого повстання проти португальського правління в кінці XVIII століття висловлювалося бажання побудувати нову столицю. Та й сама португальська влада усвідомлювали необхідність перенесення столиці країни вглиб її території з метою убезпечити португальську адміністрацію від нападів морських сил іноземних держав (основними колоніальними суперниками в Бразилії були Нідерланди та Франція). Однак нестача інфраструктури на дикому заході країни була причиною небажання населення залишати вже обжиті прибережні регіони. Тому в перший раз (в 1763) столиця була перенесена не вглиб країни, а з північно-східного узбережжя на південно-східне, з Салвадора в Ріо-де-Жанейро.

## Незалежна Бразилія
Незабаром після того, як Бразилія  отримала в 1822 незалежність, бразильський державний діяч Жозе Боніфас ді Андрада-і-Сілва запропонував назвати майбутню столицю Бразиліа — як в XVII столітті картографи вже називали всю країну.

### Сучасність
У новій Конституції країни 1891 року обмовлялося, що на  Бразильському плоскогір'ї повинні бути виділені 14 000 км² савани. Там, приблизно за 1 000 кілометрів від узбережжя, передбачалося побудувати нову столицю. Політики вважали, що перенесення столиці з Ріо-де-Жанейро вглиб країни послужить поштовхом для розвитку великих внутрішніх областей країни. Однак протягом наступних 50 років так нічого і не робилося. У 1955 в історії Бразиліа нарешті почався період бурхливої діяльності.

### Пілотний план Бразилії
На відміну від планів інших кандидатів, пілотний план Бразилії Лусіо Кости складався всього з декількох ескізів і сторінок рукописного тексту - ціле місто в конверті з коричневою паперу. Він просив журі вибачити його за такий схематичний начерк і додав, що якщо він не підійде, то тоді його буде легко знищити, не віднімаючи даремно ні свій, ні чужий час. Однак журі сподобався його проект, і воно вирішило, що цей план «ясний і простий за своєю суттю».
З урахуванням рельєфу місцевості та зони затоплення  водосховища Параноа «пілотний план» фактично є адаптацією аналогічного проекту, запропонованого  Луїсом Крулсом  в 1893 . Більшість адміністративних і громадських будівель в місті побудовано за проектом відомого бразильського архітектора Оскара Німейєра.

## Див. Також
- Перенесення столиці
- Перенесення столиці Бразилії (1763)